# Michael Gough
Michael Gough   (Kuala Lumpur, 23 de novembre de 1916 - Salisbury, 17 de març de 2011) va ser un actor britànic nominat als Oscars per haver aparegut en més de cent pel·lícules amb papers secundaris. Ell és potser més conegut pel públic internacional pel seu paper com a Alfred Pennyworth en quatre pel·lícules de Batman.
Va néixer a Malàisia fill de pares britànics: Frances Atkins i Francis Berkeley Gough. Michael Gough feu el seu debut com a actor l'any 1947 a La mansió dels Fury i des de llavors va aparèixer repetides vegades a la televisió britànica i participà en la sèrie de ciència-ficció de major duració de la televisió anglesa: Doctor Who, com també fou el villà de la sèrie The Celestial Toymaker. Es casà amb Anneke Wills, qui era una acompanyant anomenada Polly del doctor a Doctor Who.
Ell és famós entre els fanàtics de l'horror degut a les seves aparicions en les pel·lícules de terror britàniques en els '60 com a Hammer's Dracula i a The Phantom of the Opera (1962).
Les seves pel·lícules més recents són: Sleepy Hollow (1999) i La núvia cadàver (2005), ambdues de Tim Burton.
Gough guanyà als Premis Tony de Broadway l'any 1979 com a millor actor destacat en una obra de teatre per Bedroom Farce. Fou nominat en la mateixa categoria el 1988 per Breaking the Code.

## Filmografia
| Any  | Títol                                               | Paper                                 | Notes                                                |
| ---- | --------------------------------------------------- | ------------------------------------- | ---------------------------------------------------- |
| 1948 | Anna Karenina                                       | Nicholai                              |                                                      |
| 1948 | La mansió dels Fury (Blanche Fury)                  | Laurence Fury                         |                                                      |
| 1948 | Saraband for Dead Lovers                            | Príncep Charles                       |                                                      |
| 1949 | The Small Back Room                                 | Capt. Dick Stuart                     |                                                      |
| 1951 | Blackmailed                                         | Maurice Edwards                       |                                                      |
| 1951 | L'home del vestit blanc (The Man in the White Suit) | Michael Corland                       |                                                      |
| 1953 | Twice Upon a Time                                   | Mr. Lloyd                             |                                                      |
| 1953 | The Sword and the Rose                              | Edward Stafford, 3r Duc de Buckingham |                                                      |
| 1953 | Rob Roy, the Highland Rogue                         | Duc de Montrose                       |                                                      |
| 1955 | Richard III                                         | Dighton                               |                                                      |
| 1956 | Reach for the Sky                                   | Pearson                               |                                                      |
| 1957 | Ill Met by Moonlight                                | Andoni Zoidakis                       |                                                      |
| 1958 | Dracula                                             | Arthur Holmwood                       |                                                      |
| 1958 | The Horse's Mouth                                   | Abel                                  |                                                      |
| 1959 | Model for Murder                                    | Kingsley Beauchamp                    |                                                      |
| 1959 | Horrors of the Black Museum                         | Edmond Bancroft                       |                                                      |
| 1961 | What a Carve Up!                                    | Fisk, the butler                      |                                                      |
| 1961 | Konga                                               | Dr. Charles Decker                    |                                                      |
| 1962 | The Phantom of the Opera                            | Ambrose D'Arcy                        |                                                      |
| 1963 | Black Zoo                                           | Michael Conrad                        |                                                      |
| 1963 | Tamahime                                            | Cartwright                            |                                                      |
| 1965 | Dr. Terror's House of Horrors                       | Eric Landor                           | Part quatre: "Disembodied Hand"                      |
| 1965 | The Skull                                           | Auctioneer                            |                                                      |
| 1966 | Alice in Wonderland                                 | March Hare                            |                                                      |
| 1966 | Doctor Who: The Celestial Toymaker                  | Celestial Toymaker                    |                                                      |
| 1967 | Berserk!                                            | Albert Dorando                        |                                                      |
| 1968 | Curse of the Crimson Altar                          | Elder                                 |                                                      |
| 1969 | Women in Love                                       | Tom Brangwen                          |                                                      |
| 1969 | Walk with Love and Death                            | Mad Monk                              |                                                      |
| 1970 | Julius Caesar                                       | Metellus Cimber                       |                                                      |
| 1970 | Trog                                                | Sam Murdock                           |                                                      |
| 1970 | The Go-Between                                      | Mr. Maudsley                          |                                                      |
| 1970 | The Corpse                                          | Walter Eastwood                       | També coneguda com Velvet House i Crucible of Horror |
| 1972 | Henry VIII and His Six Wives                        | Norfolk                               |                                                      |
| 1972 | Savage Messiah                                      | M. Gaudier                            |                                                      |
| 1973 | Horror Hospital                                     | Dr. Christian Storm                   |                                                      |
| 1973 | The Legend of Hell House                            | Emeric Belasco                        | No surt als crèdits                                  |
| 1976 | Satan's Slave                                       | Oncle Alexander Yorke                 |                                                      |
| 1978 | The Boys from Brazil                                | Mr. Harrington                        |                                                      |
| 1981 | Venom                                               | David Ball                            |                                                      |
| 1982 | Smiley's People                                     | Mikhel                                |                                                      |
| 1983 | Doctor Who: Arc of Infinity                         | Canceller Hedin                       |                                                      |
| 1983 | The Dresser                                         | Frank Carrington                      |                                                      |
| 1984 | Oxford Blues                                        | Doctor Ambrose                        |                                                      |
| 1984 | Top Secret!                                         | Dr. Paul Flammond                     |                                                      |
| 1984 | A Christmas Carol                                   | Mr. Poole                             |                                                      |
| 1985 | Out of Africa                                       | Hugh Cholmondeley, 3r Baró Delamere   |                                                      |
| 1986 | Caravaggio                                          | Cardinal Del Monte                    |                                                      |
| 1987 | Inspector Morse: The Silent World of Nicholas Quinn | Philip Ogleby                         |                                                      |
| 1987 | El quart protocol (The Fourth protocol)             | Sir Bernard Hemmings                  |                                                      |
| 1988 | The Serpent and the Rainbow                         | Schoonbacher                          |                                                      |
| 1989 | Strapless                                           | Douglas Brodie                        |                                                      |
| 1989 | Batman                                              | Alfred Pennyworth                     |                                                      |
| 1989 | Batman: The Lazarus Syndrome                        | Alfred Pennyworth                     | Veu                                                  |
| 1991 | Let Him Have It                                     | Lord Goddard                          |                                                      |
| 1992 | The Young Indiana Jones Chronicles: Russia 1910     | Leo Tolstoy                           |                                                      |
| 1992 | El retorn de Batman (Batman Returns)                | Alfred Pennyworth                     |                                                      |
| 1993 | The Age of Innocence                                | Henry van der Luyden                  |                                                      |
| 1993 | The Hour of the Pig                                 | Magistrate Boniface                   |                                                      |
| 1993 | Wittgenstein                                        | Bertrand Russell                      |                                                      |
| 1994 | La taula de Flandes (Uncovered)                     | Don Manuel                            |                                                      |
| 1995 | Batman Forever                                      | Alfred Pennyworth                     |                                                      |
| 1997 | Batman i Robin (Batman & Robin)                     | Alfred Pennyworth                     |                                                      |
| 1998 | Tot per amor (St. Ives)                             | Comte de Saint-Yves                   |                                                      |
| 1999 | The Cherry Orchard                                  | Feers                                 |                                                      |
| 1999 | Sleepy Hollow                                       | Notari Hardenbrook                    |                                                      |
| 2005 | Corpse Bride                                        | Elder Gutknecht                       | Veu                                                  |
| 2010 | Alice in Wonderland                                 | Dodo                                  | Veu                                                  |